# Печчи, Джузеппе (1776—1855)
Джузеппе Печчи (итал. Giuseppe Pecci; 13 апреля 1776, Губбио, Папская область — 21 сентября 1855, там же) — итальянский кардинал. Титулярный епископ Кесарополиса и администратор Губбио с 22 ноября 1839. Епископ Губбио с 1 марта 1841. Кардинал-священник с 30 сентября 1850, с титулом церкви Санта-Бальбина с 3 октября 1850.